# トラヴェドナ＝モナーテ
トラヴェドナ＝モナーテ（伊: Travedona-Monate）は、イタリア共和国ロンバルディア州ヴァレーゼ県にある、人口約4,000人の基礎自治体（コムーネ）。

## 地理

### 位置・広がり

#### 隣接コムーネ
隣接するコムーネは以下の通り。
- ビアンドロンノ
- ブレッビア
- バルデッロ・コン・マルジェッソ・エ・ブレーガノ
- カドレッツァーテ・コン・オズマーテ (カドレッツァーテ, オズマーテ)
- コマッビオ
- イスプラ
- テルナーテ

### 地震分類
イタリアの地震リスク階級 (it) では、4 に分類される
。

## 行政

### 分離集落
トラヴェドナ＝モナーテには、以下の分離集落（フラツィオーネ）がある。
- Monate, Chiosetto, Faraona, Fornacette, Moncucco, Montebello, Mulini, Piane, Ronco, Cascina Monteggia, Villaggio Ignis